# Aldin
Aldin är ett engelskt förnamn som härstammar från det Anglosaxiska uttrycket eald, som betyder "gammal" och vin, vilket betyder "vän".
Aldin är också ett vanligt förekommande mansnamn i Bosnien. Namnet används även i arabvärlden som ett avslut på namn i form av ad-Din.

## Personer med namnet Aldin
- Aldin Kurić (född 1970), bosnisk sångare, kompositör och låtskrivare.